# Goeram Abasjidze
Goeram Abasjidze (Georgisch: გურამ აბაშიძე) (Tbilisi, 3 juli 1933 is een voormalig basketbalspeler, die speelde voor de Sovjet-Unie en Dinamo Tbilisi.

## Carrière
Abasjidze speelde zijn gehele loopbaan vanaf 1952 bij Dinamo Tbilisi. Met Dinamo won hij in 1953 en 1954 het landskampioenschap van de Sovjet-Unie. In Europa verloor Abasjidze in 1960 met Dinamo de FIBA European Champions Cup door in de finale te verliezen van SKA Riga uit de Sovjet-Unie. De eerste wedstrijd verloren ze met 61-51. De tweede wedstrijd verloren ze met 69-62. In 1959 speelde Abasjidze met het Nationale team van de Sovjet-Unie op het wereldkampioenschap. Ze werden zesde. In 1962 stopte Abasjidze met basketbal.
Abasjidze is afgestudeerd aan de Faculteit Transport van het Georgian Polytechnic Institute, met als hoofdvak Wegenbouw in 1962.

## Erelijst
- Landskampioen Sovjet-Unie: 2
  - Winnaar: 1953, 1954
  - Tweede: 1960, 1961
  - Derde: 1952
- Bekerwinnaar Sovjet-Unie:
  - Runner-up: 1953
- FIBA European Champions Cup:
  - Runner-up: 1960